# Bidhya Devi Bhandari
Bidhya Devi Bhandari (विद्यादेवी भण्डारी), född 19 juni 1961, är en nepalesisk politiker som valdes till Nepals president 2015. Därmed blev hon Nepals första kvinnliga president.
Hon var vice ordförande för Nepals kommunistiska parti och ordförande för All Nepal Women Association innan hon vann presidentvalet 28 oktober 2015. Hon valdes till ämbetet i en parlamentsomröstning, där hon fick 327 av 549 röster. Därmed besegrade hon Kul Bahadur Gurung. Hon var tidigare försvarsminister.